# Sudbury Wolves
Sudbury Wolves – juniorska drużyna hokejowa grająca w OHL w dywizji centralnej, konferencji wschodniej. Drużyna ma swoją siedzibę w Greater Sudbury w Kanadzie.

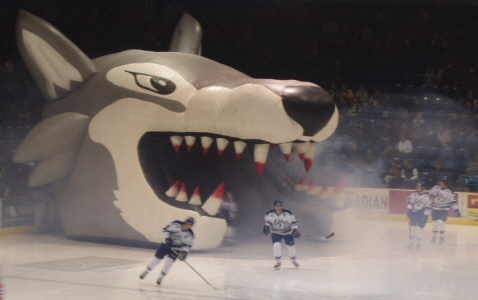
Ceremonia otwarcia przed meczem drużyny Wilków

- Rok założenia: 1972
- Barwy: szaro-niebiesko-białe
- Trener: Mike Foligno
- Manager: Mike Foligno
- Hala: Sudbury Arena

## Osiągnięcia
- Leyden Trophy: 1976
- J. Ross Robertson Cup: 1976
- Hamilton Spectator Trophy: 1976
- Bobby Orr Trophy: 2007
- Emms Trophy: 2001